# Kim Myungsoo

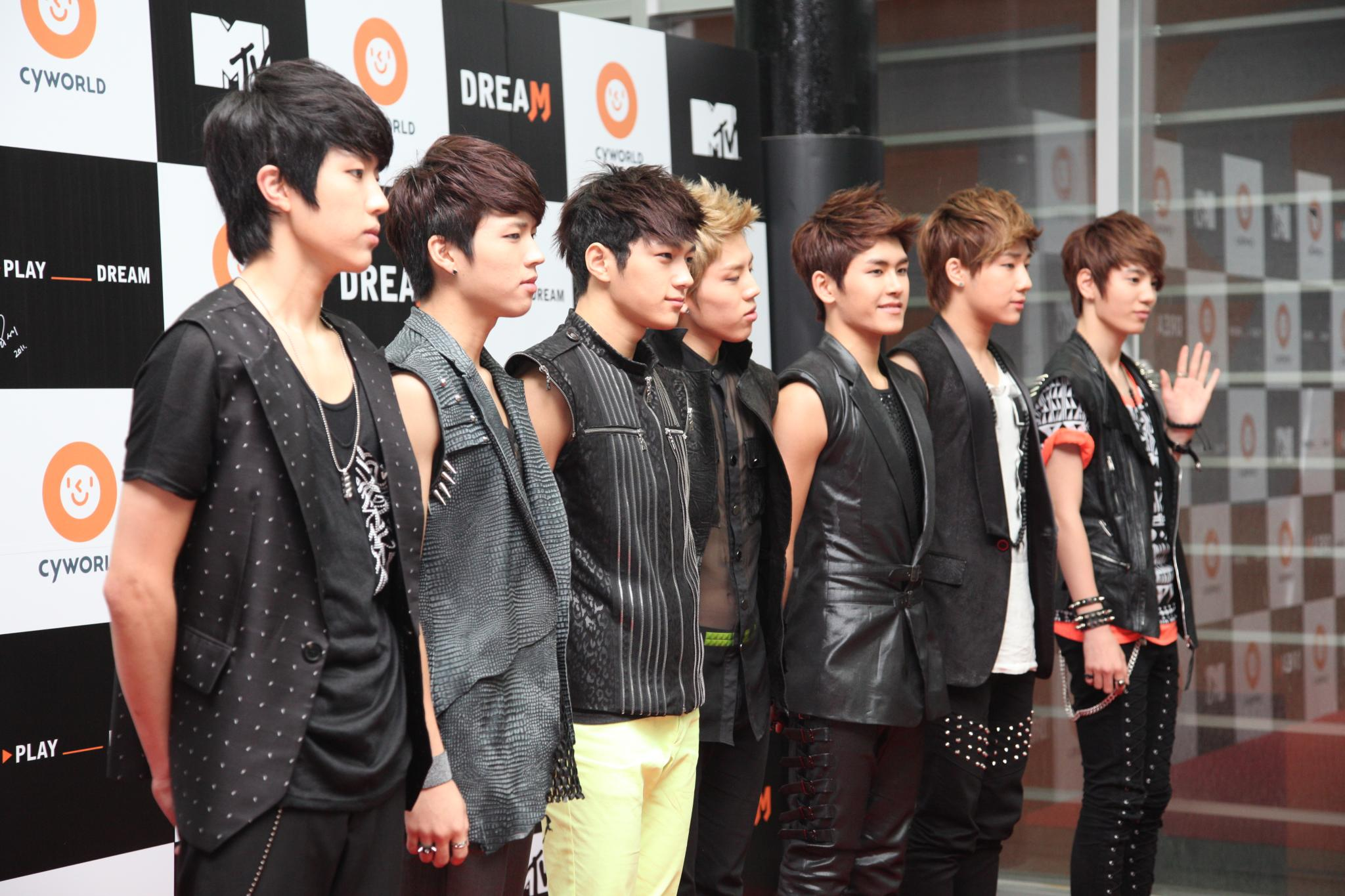
Infinite, Kim Myungsoo/L är tredje från vänster.

Kim Myungsoo (koreanska: 김명수) född 13 mars 1992 är en sydkoreansk sångare, skådespelare och modell. Han är mest känd som "L" i den sydkoreanska pojkbandet INFINITE (koreanska: 인피니트) tillsammans med Sunggyu, Dongwoo, Woohyun, Hoya, Sungyeol och Sungjong.
Han har bland annat spelat rollen som Jiu i den japanska kriminalserien Jiu: Police Criminal investigation och rollen Lee Hyunsoo i den koreanska serien Shut Up! Flower Boy Band